# Нижнесалдинский металлургический завод
Нижнесалди́нский металлурги́ческий заво́д (аббревиатура — НСМЗ; ранее Салди́нский металлурги́ческий заво́д, СМЗ) — градообразующее предприятие г. Нижняя Салда, Свердловской области, одно из старейших металлургических предприятий России.

## История предприятия
В 1760 году Никита Акинфеевич Демидов основал на реке Салде железоделательный завод по переработке чугуна в железо кричным методом. За первый год работы предприятия было выплавлено 22189,5 пудов железа. Чугун-сырец поставлялся из Нижнего Тагила, поэтому в 1778 году было решено построить новый завод со своим доменным производством в кратчайшем расстоянии от Нижней Салды (16 вёрст). Новый завод получил название Верхнесалдинского. Нижнесалдинский завод стал наиболее крупным передельным предприятием в Нижнетагильской группе Демидовых. К 1800 году он насчитывал 24 горна, 15 молотов, 11 водяных колёс. В первый же год выпуск железа на предприятии составил более 95 тысяч пудов в год.
С годами технологический процесс завода усовершенствовался. В 1840 году был применён новый метод выплавки металла — пудлингование, для проката железа были внедрены катальные машины. В 1851—1858 годах управляющий Нижнесалдинским заводом Яким Семёнович Колногоров впервые на Урале осуществил производство железнодорожных рельсов. Первые рельсы производились из пудлингового железа. Прокатный цех строился по проекту крепостного архитектора К. А. Луценко. На строительстве первой в России железной дороги — Николаевской, укладывались демидовские Нижнесалдинские рельсы. В 1871 году на предприятии начала работу первая домна на высокогорской руде из Нижнего Тагила. Совершенствовались способы производства стальных железнодорожных рельсов. Демидовские рельсы были признаны лучшими в России. Выдающийся русский металлург К. П. Поленов впервые в России создал новые доменные печи, в которые осуществлялась подача горячего воздуха с температурой до 500 °С. Этому способствовало использование воздухонагревателя «Каупер». Инновация позволила увеличить выплавку чугуна на предприятии П. П. Демидова более чем в полтоpa раза.
Другим важным событием в российской металлургии стало строительство в 1875 году первого бессемеровского цеха на металлургическом заводе в Нижней Салде. К. П. Поленов выяснил, что при определённых условиях бессемеровский процесс идёт гораздо интенсивнее, для этого чугун необходимо не только расплавлять, но и сверх этого дополнительно перегреваать, и тогда сталь выплавляется более высококачественной, что, в свою очередь, и позволяет избежать её застывания в конверторе. Так называемый «Русский способ бессемерования» по методу К. П. Поленова теоретический обосновал учёный-металлург В. Е. Грум-Гржимайло, также работавший на заводах Демидова, в том числе и на Нижнесалдинском заводе.
В первом бессемеровском цехе были размещены два конвертора весом по 5 тонн. Всё оборудование — конверторы, подъёмные краны, ковш, воздуходувные машины работали на гидравлической тяге. Чугун раскалялся в печах ёмкостью 5-6 тонн производства «Siemens». В отражательную немецкую печь расплавленный чугун поступал из доменной печи, после чего в плавку вносилась специальная железная присадка до 25 % от общего веса. Перегревание до t 1250 °С длилось до трёх часов. В 1870-е годы К. П. Поленов внедрил новые методы рельсового производства с использованием термообработки рельсов. Нововведение позволило значительно продлить срок эксплуатации стальных рельсов.
Нижнесалдинские демидовские рельсы были востребованы даже за границей. Петербурго-Варшавская дорога также построена из демидовских рельсов. Первые трамвайные пути в Санкт-Петербурге в 1903 году создавались с применением рельсов с Нижнесалдинского завода.
В 1880-е годы выпуск пудлинговых рельсов был прекращён, но производство рельсов из бессемеровской стали становится массовым. В 1896—1901 гг. инженеры К. П. Поленов и В. Е. Грум-Гржимайло становятся инициаторами строительства на Салдинском металлургическом заводе современного прокатного стана, самого крупного к тому времени в России. Он получил название «Стан — 800» по размеру прокатных валков в 800 мм. Стан приводился в движение паровой реверсивной машиной в 6 тысяч л. с. Отныне прокат рельсов осуществлялся за 7 пропусков вместо 9—11 пропусков на других аналогичных предприятиях. Нижнесалдинский завод по производственным мощностям уступал на Урале лишь Надеждинскому металлургическому заводу, построенному в 1896 в Надеждинске (ныне Серов) для обеспечения рельсами строительства Транссибирской магистрали.
В 1915—1916 гг. доменные печи были переоборудованы на работу на доменном газе. По-прежнему основной выпускаемой продукцией были железнодорожные рельсы, в годы Первой мировой войны к ним добавилась снарядная сталь. В общей сложности в эти годы выплавлялось до 42 тыс. тонн стали в год. Война вынудила реконструировать производство бессемеровской стали, завод обзавёлся более мощными доменными печами и двумя конверторами весом по 6,5 тонн. Работа конверторов обеспечивалась гидроприводом, воздух для продува подавался от турбокомпрессора. В цехах завода были смонтированы два современных электрических тридцатитонных мостовых крана. Такая реконструкция позволила повысить производительность прокатного цеха до 65 тысяч тонн стали в год.
В 1918 году декретом Советской власти Нижнесалдинский завод Демидовых был национализирован. В следующем году выпуск бессемеровской стали на заводе был прекращён. В качающуюся мартеновскую 50-тонную печь был переделан прежний 100-тонный миксер жидкого чугуна. Все годы Гражданской войны завод преимущественно бездействовал, а в 1922—1923 гг. был законсервирован по причине нехватки сырья для производства и топлива. В начале 1924 года на предприятии проведена частичная модернизация, в результате которой завод был переведён с древесного угля на кузбасский кокс. На домне № 6 в июне месяце осуществились первые опытные плавки чугуна. К 1928 году было запущено производство рельсовых скреплений — подкладки и накладки. Осваивается прокат двутавровых балок, швеллера и т. д. Но прокат рельсов на заводе прекратился. В 1938 году была построена машина по разливу жидкого чугуна и ликвидирована профессия чугунщика, в чьи обязанности входило трудоёмкое разбивание разливочной чугунной формы.
В 1941—1945 годы производство предприятия было переориентировано на оборонные нужды. Мартеновский цех наладил производство никелевых спецсталей. В эти годы предприятие оснащается ленточными транспортёрами, появляются рудничные электровозы, экскаваторы. В 1944 году возводится вторая мартеновская 100-тонная печь, а первая качающаяся 50-тонная мартеновская печь вновь переоборудуется в 100-тонную стационарную печь. В 1943 году успехи предприятия были отмечены переходящим Красным знаменем Государственного Комитета обороны.
В 1956 году доменная печь № 1 подверглась значительной реконструкции, в результате которой объём печи достиг 349 м куб. Загрузка шихты в печь стала автоматизированной. Но самое крупное изменение на предприятии произошло в 1958 году, когда Нижне-Салдинский завод был объединён с Верхне-Салдинским металлургическим заводом. Новое предприятие получило название «Салдинский металлургический завод». Тогда же была ликвидирована доменная печь № 2. Два года спустя, в 1960-м году, предприятие Указом Президиума Верховного Совета РСФСР по случаю 200-летия основания и за достигнутые производственные показатели награждено Почётной грамотой Президиума Верховного Совета РСФСР.
В 1964 году продолжается реконструкция доменного цеха № 1 (монтаж припечного оборудования по грануляции верхнего шлака). Но упор в эти годы делается на развитие мартеновского производства. В 1960—1974 годах за счёт увеличения садки мартеновской печи до 175 тонн, освоения автоматизации теплового режима и комплекса иных инноваций производство стали увеличилось в 2,5 раза. В состав объединённого Салдинского металлургического завода в 1965 году входит Металлзавод по производству штампованной алюминиевой посуды и по кузнечно-прессовому производству топоров. На участке алюминиевой посуды производство было прекращено в 1982 году, зато выпуск топоров в 1984 году насчитывал 1,8 миллионов штук в год. В 1975 году осуществлена реконструкция стана—800 в прокатном цехе № 1. Паровой двигатель заменил электродвигатель мощностью 5200 КВт. В 1980 году на стане—800 внедрили производство профиля зубчатой рейки для кремальерных передач рукояти экскаваторов.
В 1983 году одна за другой были остановлены мартеновские печи № 2 и № 1. Производство мартеновской стали в этом году было прекращено. Предприятие работало в структуре Уралчермета. В этом же году начал свою работу новый цех рельсовых скреплений мощностью 147 тысяч тонн подкладок и 17 тысяч тонн клемм в год. С 1 января 1989 года Салдинский металлургический завод перешёл на арендные условия труда.
С апреля 1992 года производство было преобразовано в акционерное общество открытого типа ОАО «Салдинский металлургический завод». В эти годы предприятие по результатам своей работы получает награды от различных международных организаций. Так, в 1993 году ему был вручён приз «Золотой глобус». В 1995 году завод удостоен статуса «Лидер российской экономики». В 1996 году ему присуждён приз «Золотой Меркурий» американской академии бизнеса (координатор Европейской программы «Партнёрство ради прогресса»). Тем не менее, в результате общего спада российской экономики 1990-х годов предприятие оказалось у черты банкротства. Акционерное общество попало в 1999 году под внешнее управление. В начале 2000-х годов наметились некоторые черты оживления экономики, и завод вновь начал увеличивать объёмы своего производства.
В 2003 году ООО «ЕвразХолдинг» приобрело ООО «Нижнесалдинский металлургический завод» у «Европейско-Азиатской компании», владеющей 25 % акций, одного из менеджеров СМЗ Олега Почивалова (25 %) и двух физических лиц, в том числе генерального директора СМЗ Владислава Костaрева. Был преобразован в ООО «НСМЗ». В тот раз официальной причиной продажи завода была неспособность бывших владельцев обеспечить сырьем имеющиеся мощности, но по факту явилось переделом собственности в череде «междоусобных войн», проходивших в лихие 90-е на Урале. С 1 января 2005 года Нижнесалдинский металлургический завод вошел в состав ОАО «Нижнетагильский металлургический комбинат» как филиал ОАО «ЕВРАЗ НТМК».

## Награды
- Почётная Грамота Президиума Верховного Совета РСФСР в 1960 году в связи с двухсотлетием образования.
- Приз «Золотой глобус» в 1993 году.
- Статус «Лидер российской экономики» в 1995 году.
- Приз «Золотой Меркурий» Американской академии бизнеса (координатор Европейской программы «Партнёрство ради прогресса») в 1996 году.